# Georg Andreas Sorge
Georg Andreas Sorge (Mellenbach de Turíngia, 21 de març de 1703 - Lobenstein, 4 d'abril de 1778) fou un organista, compositor i musicòleg alemany del Barroc.
Des de l'edat de dinou anys fou organista de la cort de Lobenstein. Per la seva manera de treballar es demostra que fou amic de Johann Sebastian Bach. Es distingí com a fecund i notable compositor del gènere instrumental, deixant les obres següents:
- 6 sonates per a piano;
- 24 Praeludien mit untermischten Doppelfugen Klavierübung in nach italianischen <gusto> gesetzen Sonatinen;
- Wohlgewürzte Klangspeisen in 6 Partien;
- Kleine orgensonaten;
- 24 Kurze Präludia;
- Neue Orgelsonaten;
- 6 Symphonien fürsklavier in 6 Partien;
- 12 Menuette für Klavier mit einer Violine;
- Toccata per omnem circulum XXIV modorum fürs Klavier.

Entre els seus escrits com a musicòleg cal mencionar:
- Genealogia allegorica intervallorum octavae diatonico-chromaticae, d, h, Geschlechtsregister der Intervallen nach Anleitung der klänge des grossen Waldhorns (1741);
- Anweisung zur Stimmung und Temperatur in einem Gespräch (1744);
- Vorgemach der Musikalischen composition, la seva obra més considerable (1745-1747);
- Gespräch von der Prätorianischen, Printzischen, Niedtischen und Silbermannischen Temperatur, wie auch vom neuen System Telemanns (1748);
- Ausführliche und deutliche Anweisung zur Rational-Rachuung (1749);
- Gründhliche Untersuchung ob die Schroeterischen klaviertemperaturen vor gleischwebend passieren Können oder nicht (1754);
- Zuverlässige Anweisung Klaviere und Orgeln gehörig zu temperieren und zu stimmen (1758);
- Verbesserter musikalischer Zirkel; <Compendium harmonicum oder kurzer Begriff der Lehre von der Harmonie> (1760);
- Kurze Erklärung des <Canonis harmonicis> (1763);
- Die Natur des Orgelklangs (1771);
- Der in der Rechenund Messkunst wohlerfahrene Orgelbaumeister (1773);
- Anmerkungen über Quantzens Dis und Es-klappe, etc.